# Брен (картечница)
Вижте пояснителната страница за други значения на Брен.
„Брен“ (на английски: Bren) е лека английска картечница, създадена на базата на чехословашката ZB-26.
Картечницата „Брен“ се разработва от 1931 г. През 1934 г. се появява първият ѝ вариант, под името ZGB-34. Окончателният вариант се появява през 1938 г. и е пуснат в серийно производство. Името си получава от първите букви на градовете Бърно (Brno) и Енфийлд (Enfield), където се произвежда. На въоръжение в Британските войски BREN Mk1 е взет от 8 август 1938 г.

## Използване
Брен е използвана в британската армия като лека картечница на пехотно отделение. Първоначално Брен е разработвана за патрони калибър .303, а впоследствие е преработена за патрон 7,62 мм по стандартите на НАТО. Картечницата показала добри експлоатационни характеристики в различни климатични условия – от суровите зими в Норвегия до горещия район на Персийския залив.

## Система
Автоматиката на картечницата Bren Mk1 работи за сметка на отвеждането на част от барутните газове от канала на ствола. Ударно-спускателният механизъм позволява воденето само на автоматичен огън. Газоотводният механизъм има регулировка за големината на отверстието на канала. Каналът на ствола при изстрел се запира от затвора отдолу.
Прицелът е диоптричен, от секторен тип. От лявата страна на цевната кутия е разположена ръчката за въвеждане на затвора. На дясната страна е разположен предпазителя. При прегряване стволът може да се замени с резервен. За да се избегне изгаряне на ръката на стрелеца при замяна, в средната част на ствола има дървена ръкохватка, която е удобна и при пренасяне на картечницата.

### Зареждане
Картечницата се зарежда с патрони от пълнител с 30 патрона, но обикновено пълнителите били зареждани само с 28 патрона, за да се щади пружината. Пълнителят се слага отгоре, върху цевната кутия. При снет пълнител, отворът на магазина се затварял с капаче.

### TTX
| вариант                               | Mk I                 | Mk II                | Mk III               | Mk IV                | Bren (китайски)     | L4                |
| Патрон                                | .303 (7,7 x 56 mm R) | .303 (7,7 x 56 mm R) | .303 (7,7 x 56 mm R) | .303 (7,7 x 56 mm R) | 7,92 x 57 mm Маузер | 7,62 x 51 mm НАТО |
| Дължина (мм)                          | 1156                 | 1156                 | 1153                 | 1153                 | ?                   | ?                 |
| Дължина на цевта (мм)                 | 635                  | 635                  | 572                  | 572                  | ?                   | ?                 |
| Тегло (без пълнител) (кг)             | 8,68                 | 8,68                 | ?                    | ?                    | ?                   | ?                 |
| Темп на стрелбата (изстрели в минута) | 500                  | 540                  | 480                  | 520                  | ?                   | ?                 |
| Начална скорост на куршума (м/с)      | 731                  | 731                  | ?                    | ?                    | ?                   | ?                 |

## Сравнителни характеристики на различните образци
| Вариант      | Описание |
| ------------ | --- |
| Mk1 (Mark 1) | На въоръжение в Британските войски Брен Mk1 е приет на 8 август 1938 г. Патрон: .303 британски                                                      |
| Mk2 (Mark 2) | Взет на въоръжение през 1941 г. Опростен модел на Mk 1.                                                                                             |
| Mk3 (Mark 3) | По-къс и по-лек Брен, със скъсен ствол, приет на въоръжение през 1944 г. за войната в Азия и специално за парашутистите. Преработен вариант на Mk1. |
| Mk4 (Mark 4) | Вариант на преработен Mk2 в Mk3 |
| L4A1         | След стандартизирането на патрона 7,62х51 мм, много от Бреновете стрелящи с .303 са преработени за патрони стандарт НАТО – 7,62 мм                  |
| L4A2         | Брен Mk III преработен за 7,62x51 мм с олекотена стойка                                                                                             |
| L4A3         | Брен Mk II преработен за 7,62x51 мм |
| L4A4         | L4A1 Вариант с хромирана или обикновена цев |
| L4A5         | Брен Mk III преработен за 7,62x51 мм с обикновена цев за Кралския флот                                                                              |
| L4A6         | L4A1 Вариант с хромирана цев |
| L4A9         | Брен преработен за вграждане в превози средства |